# Museum für Kutschen, Chaisen, Karren

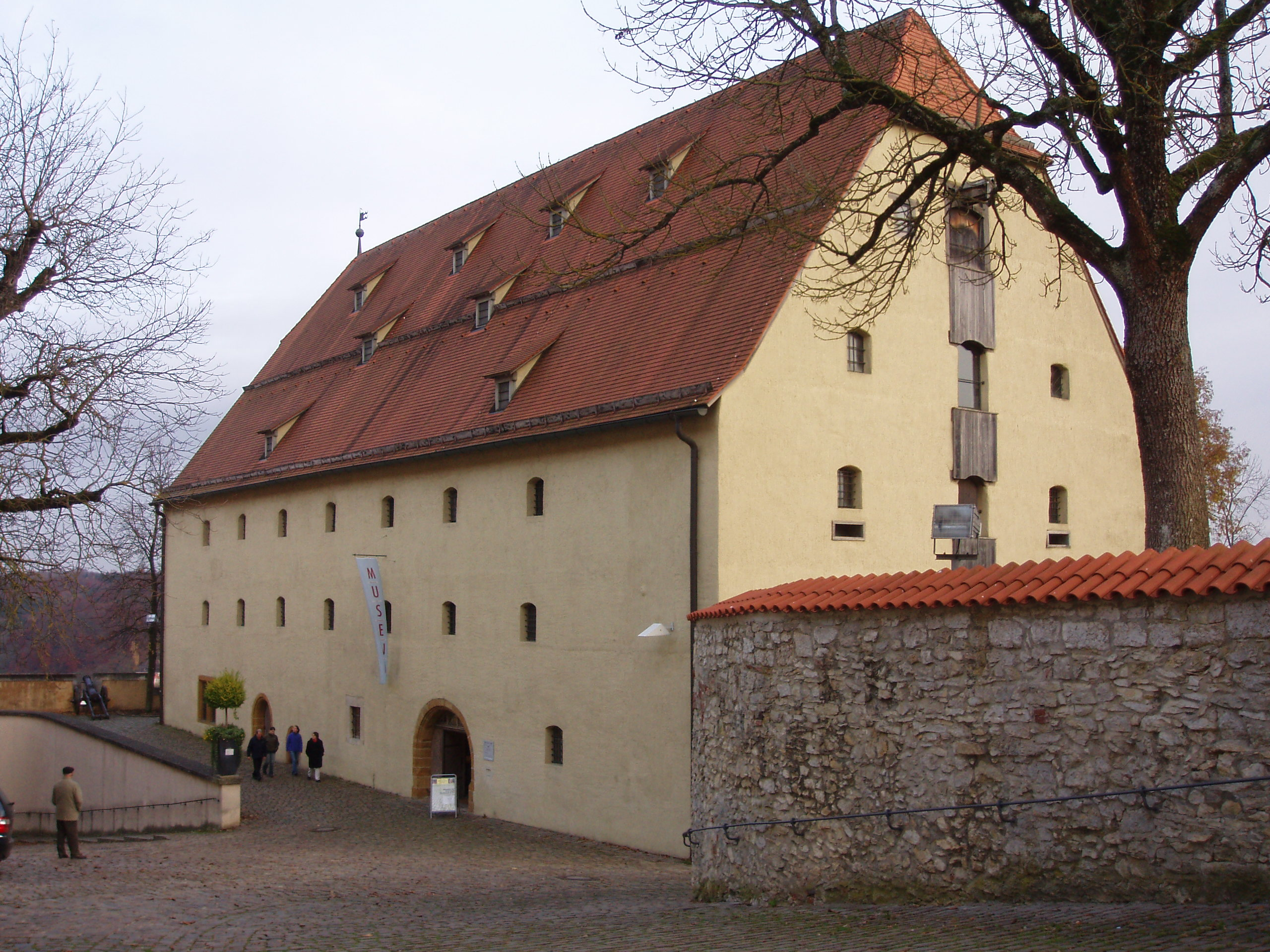
Das Museum für Kutschen, Chaisen, Karren

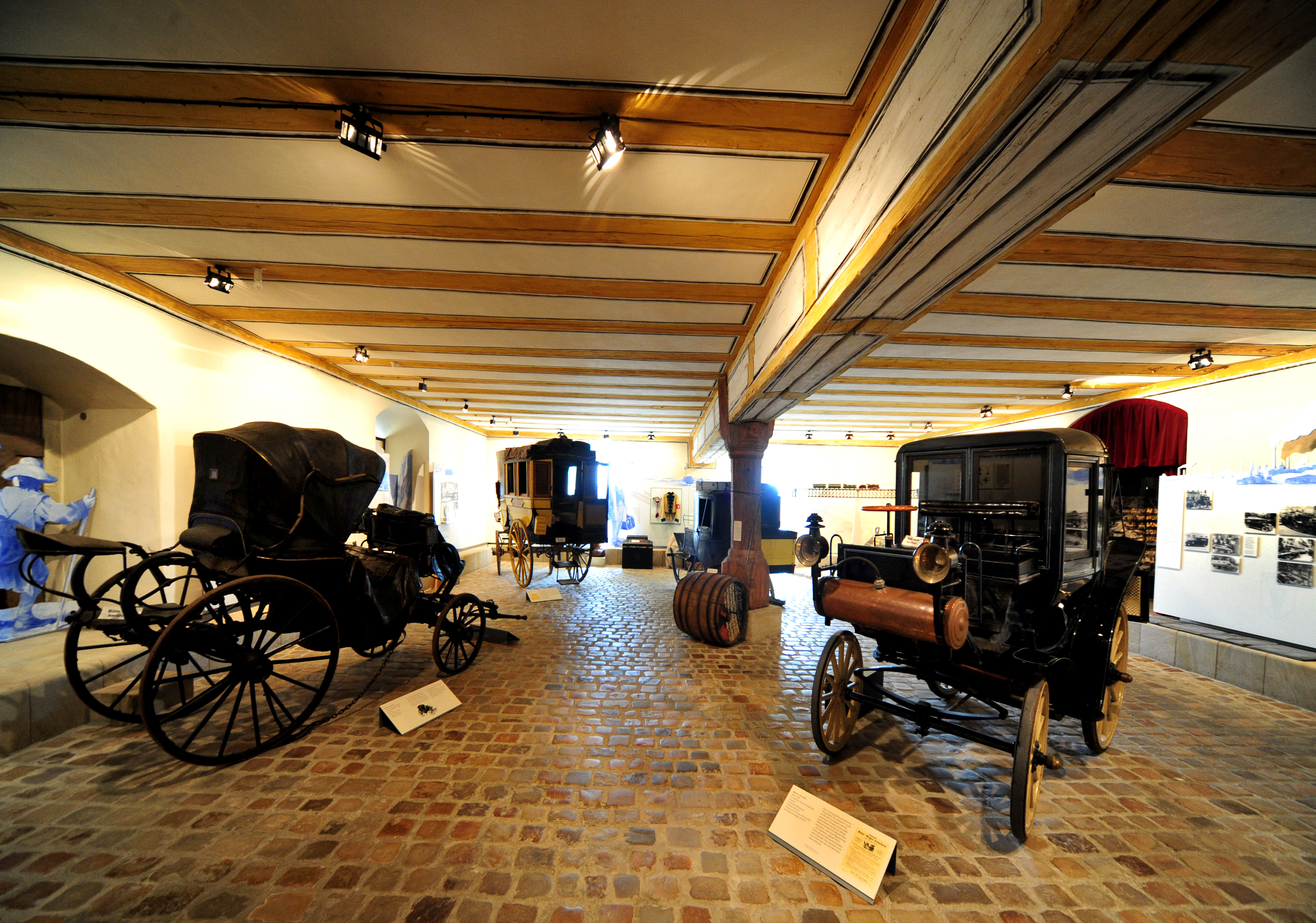
Blick in das Museum.

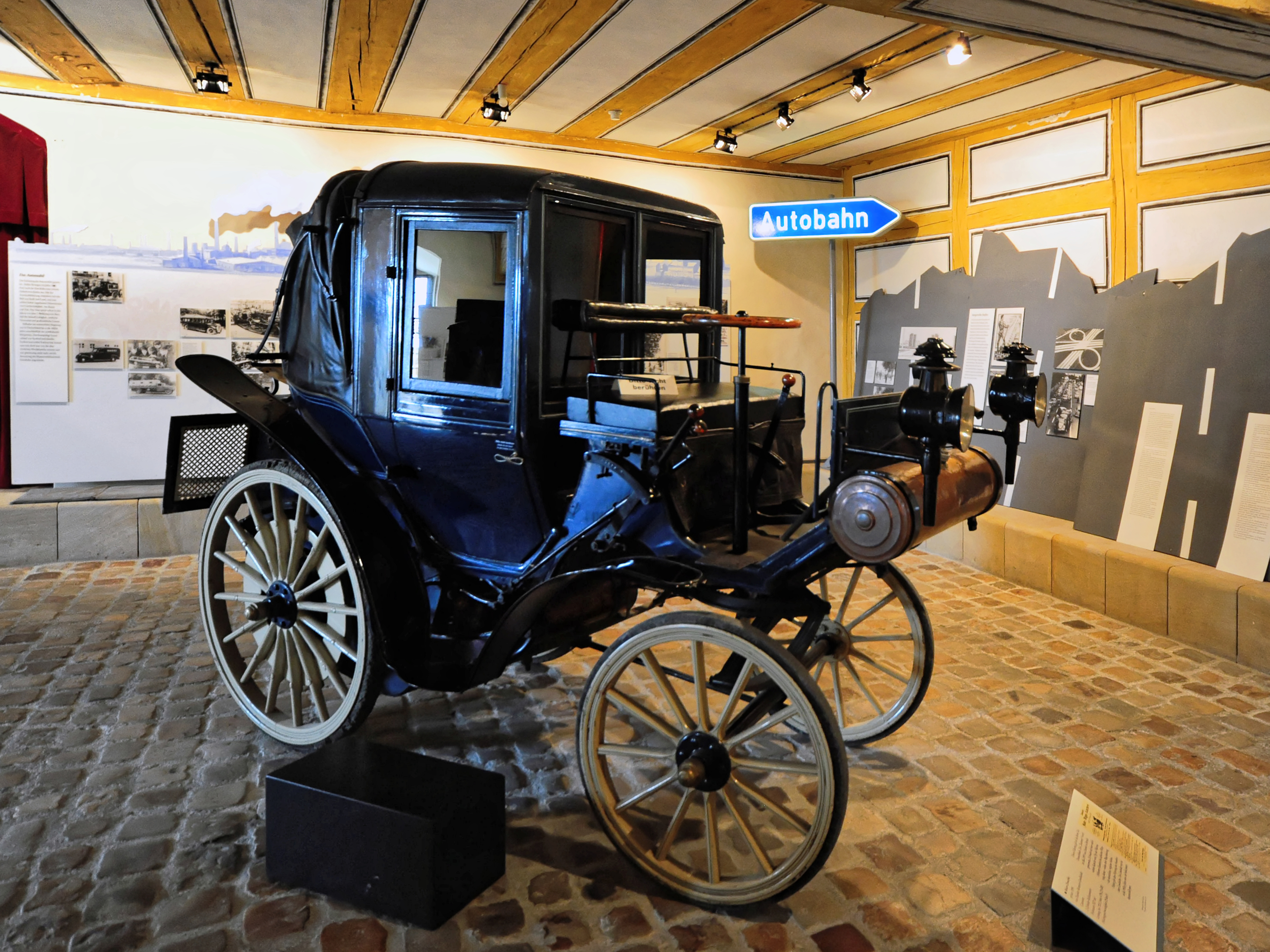
Eine der ersten Daimler-Motordroschken.

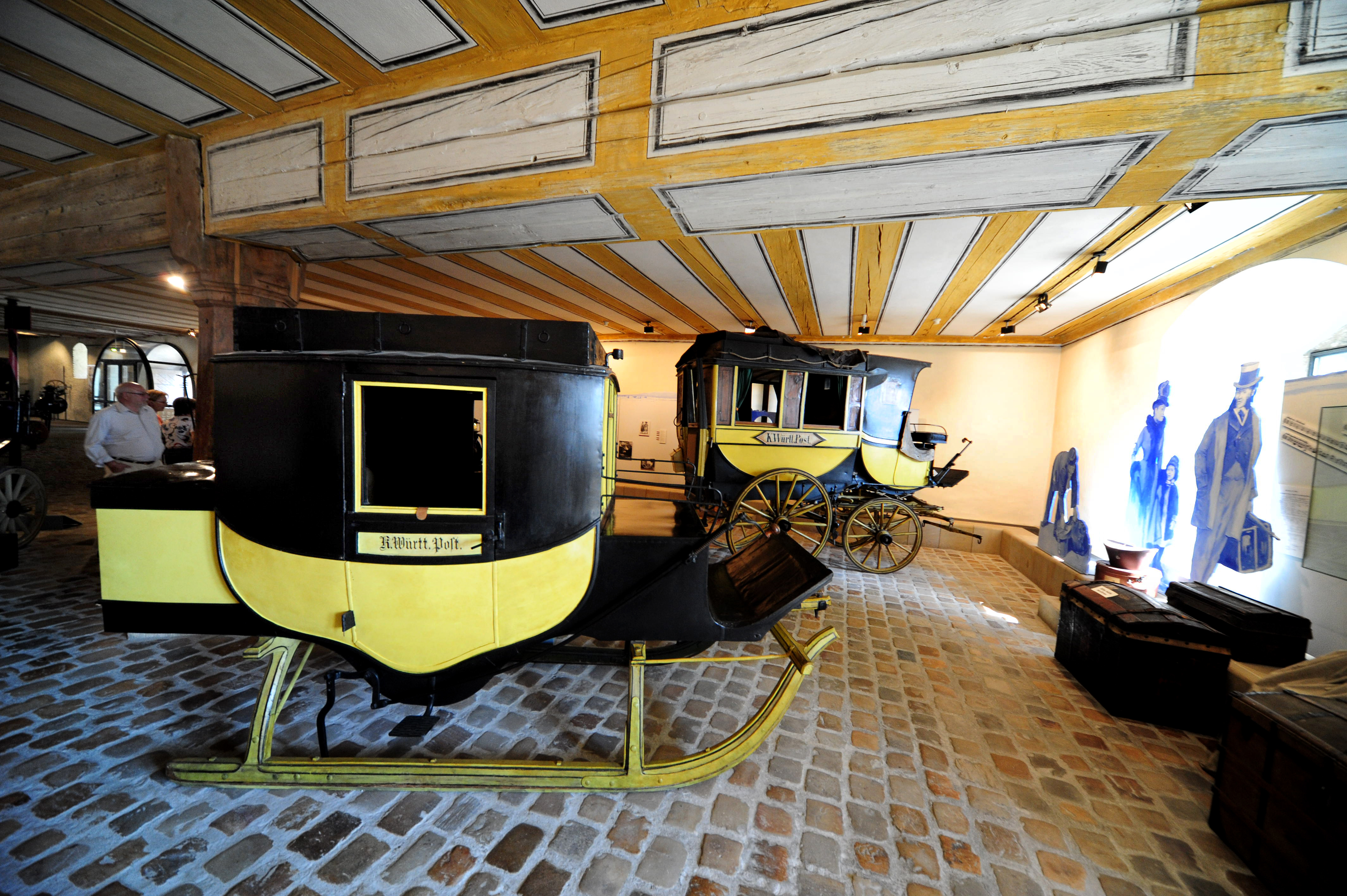
Schlitten und Omnibus der Königlich würtembergischen Post.

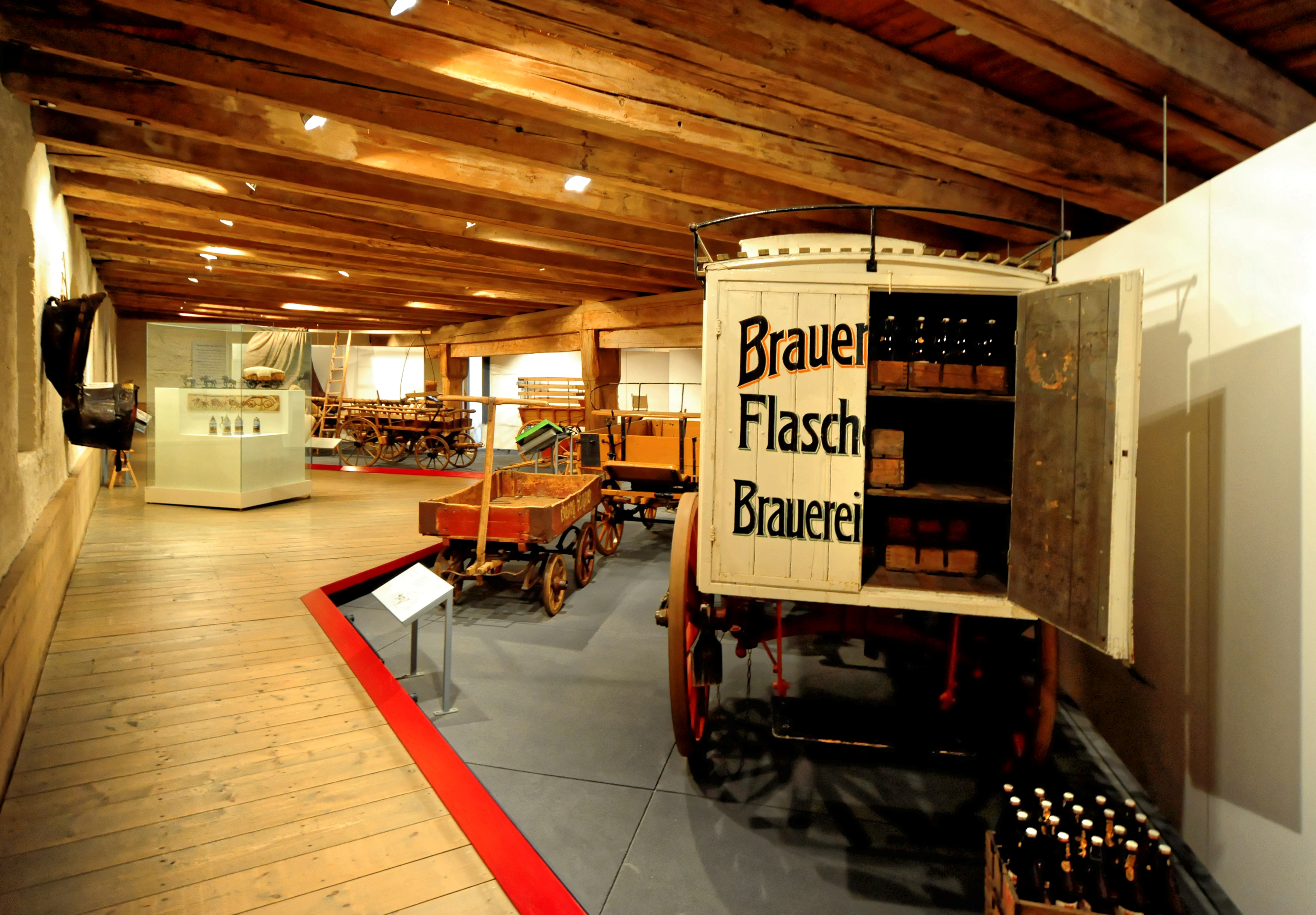
Bierwagen Hand- und Leiterwagen.

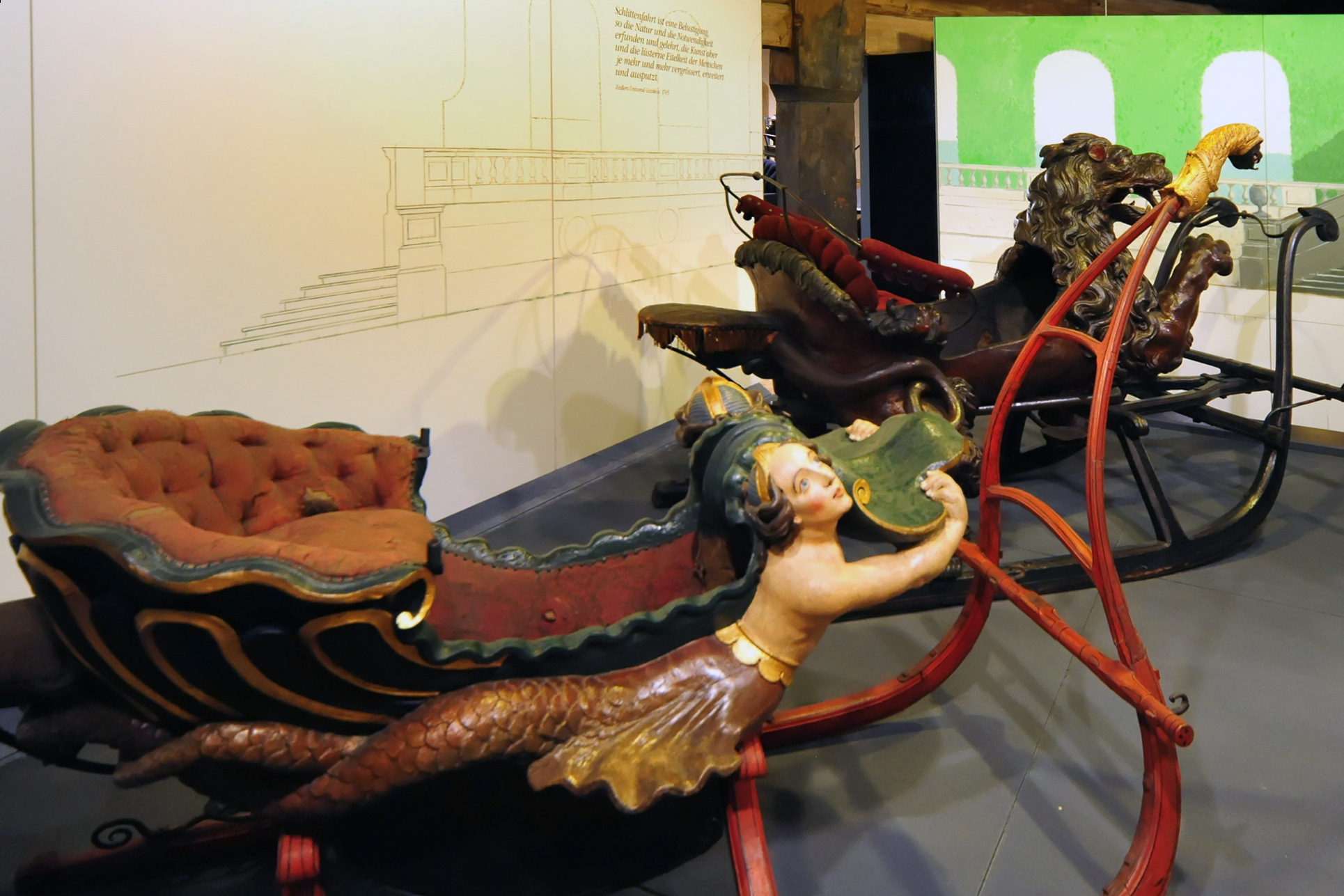
Prunkschlitten.

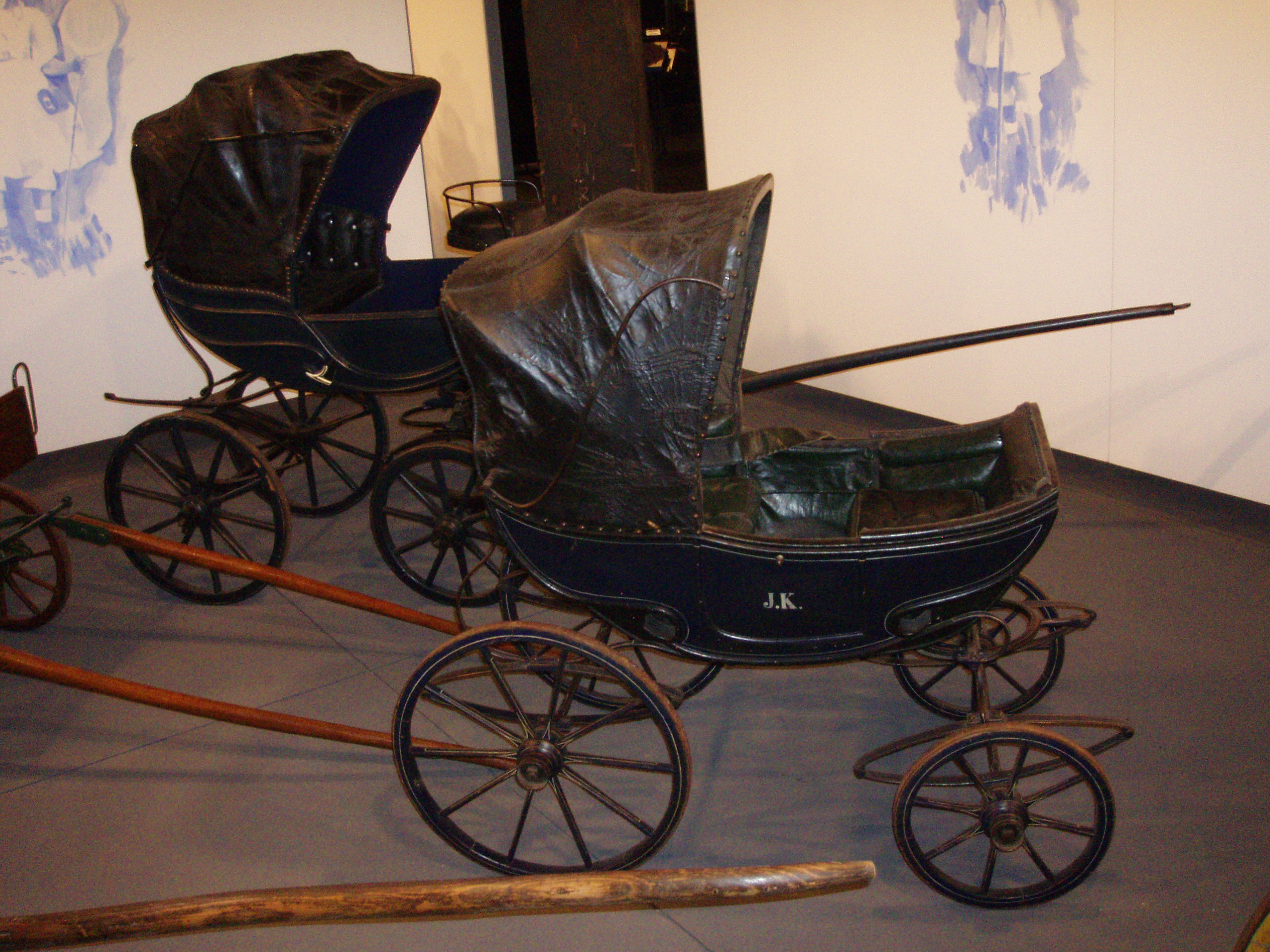
Kinderkalesche

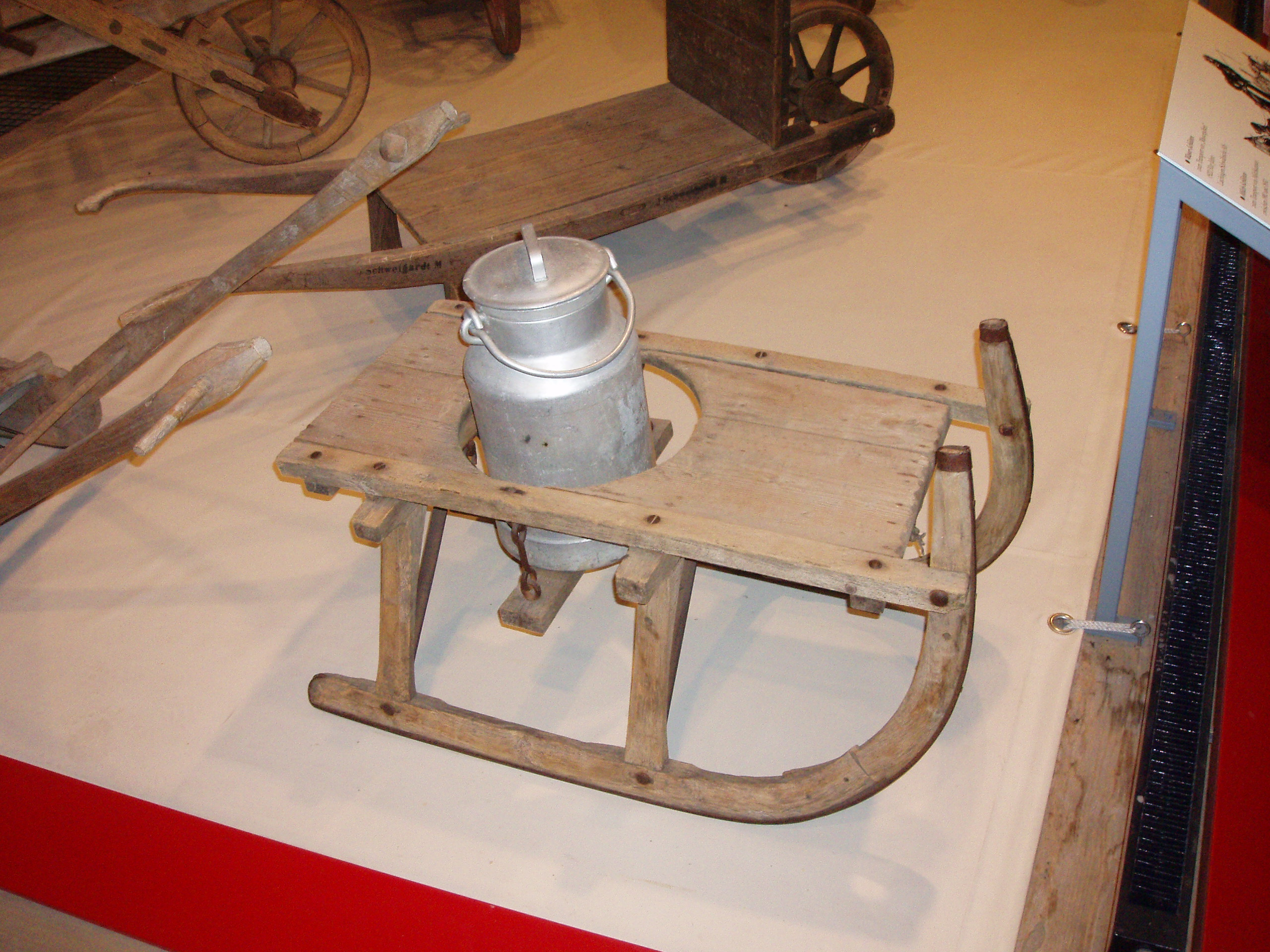
Schlitten zum Transport einer Milchkanne

Das Museum für Kutschen, Chaisen, Karren in Heidenheim an der Brenz ist eine Außenstelle des Württembergischen Landesmuseums.

## Exponate
In vier Abteilungen zeigt das Museum etwa 80 Fahrzeuge und andere Ausstellungsstücke aus dem 18., 19. und 20. Jahrhundert, geordnet nach den Themen Verkehrsgeschichte, Lastentransport, Luxusfahrzeuge und Landwirtschaft.

### Verkehrsgeschichte
Die Abteilung für Verkehrsgeschichte beinhaltet u. a. einen historischen Spritzenwagen, Informationen zur Geschichte des Straßenbaus und des Pferdes als Zugtier, der Eisenbahn und des Automobils. Zu sehen sind Fahrzeuge der Württembergischen Post sowie die möglicherweise erste Motordroschke der Daimler-Motoren-Gesellschaft aus dem Jahr 1897 oder 1898. Dieses Fahrzeug stand vorher im Heimatmuseum auf Schloss Hellenstein.

### Lastentransport
Die Abteilung Unterwegs mit Lasten präsentiert zahlreiche Chaisen, den Nachbau eines Zigeunerwagens und Spezialfahrzeuge von Handwerkern. Zu den auffallendsten Stücken gehört ein Bierwagen der ortsansässigen Brauerei Neff aus der Zeit um 1900. Bemerkenswert ist auch eine Chaise aus dem Besitz der Firma Steiff. Der Wagen wurde Ende des 19. Jahrhunderts gebaut und wohl in den 1920er Jahren mit einem Laderaum versehen, in dessen Gitterkäfig die Pakete mit Steifftieren zur Bahn befördert wurden.

### Luxusfahrzeuge
Eine reiche Auswahl an Kinderfahrzeugen, Schlitten, Raritäten wie ein Char-à-Côté aus Italien, Jagd- und Rennfahrzeuge sind in der dritten Abteilung zu sehen.

### Landwirtschaftliche Fahrzeuge
Vielfältige Abwandlungen des Leiter- und Brückenwagens sind in der Abteilung für landwirtschaftliche Fahrzeuge zu sehen, außerdem die zwei verbreiteten Varianten des Schäferkarrens: Bis etwa 1900 schlief der Schafhalter im einfachen Schlupfkarren, später kam der heute bekanntere Karren auf, in dem man auch aufrecht stehen konnte. Auch in dieser Abteilung sind zahlreiche Schlitten vertreten.

## Geschichte und Gebäude
Das Museum befindet sich im einstigen Fruchtkasten auf Schloss Hellenstein. Das Bauwerk wurde 1633 fertiggestellt und diente zunächst der Aufnahme der bäuerlichen Abgaben. Später wurde es als Unterkunft für französische Kriegsgefangene, dann als Militärhospital und als Webschule verwendet. In der Mitte des 19. Jahrhunderts sollte der Fruchtkasten eigentlich abgerissen werden, wurde jedoch durch eine Initiative von Heidenheimer Bürgern gerettet. Nach der Sanierung wurde 1987 das Museum für Kutschen, Chaisen, Karren eröffnet. Die Exponate stammen aus den Beständen des Württembergischen Landesmuseums Stuttgart und des Heimat- und Altertumsvereins Heidenheim. 1989 wurde das Museum vom Europäischen Museums Forum für seine Konzeption und Gestaltung mit einer Auszeichnung bedacht.
Die einzelnen Abteilungen sind jeweils in eigenen Stockwerken untergebracht, treppenfrei zugänglich ist nur die erste.
Das Museum ist von Mitte November bis Mitte März geschlossen.